# محوطه باغ محمودزاده
محوطه باغ محمودزاده مربوط به دوران‌های تاریخی پس از اسلام است و در شهرستان بناب، بخش مرکزی، روستای کوته مهر واقع شده و این اثر در تاریخ ۲۳ شهریور ۱۳۸۲ با شمارهٔ ثبت ۱۰۰۵۳ به‌عنوان یکی از آثار ملی ایران به ثبت رسیده است.